# Hebe rakaiensis
Hebe rakaiensis é uma espécie de planta do gênero Hebe.